# ريب مورغان
ريب مورغان (بالإنجليزية: Rip Morgan)‏ هو مصارع محترف نيوزيلندي، ولد في 1957 في ويلينغتون في نيوزيلندا.